# Galanthus bursanus
Galanthus bursanus, vrsta visibabe otkrivena 2019. godine u blizini grade Burse kod Mramornog mora u Turskoj.